# Wendy's
Wendy’s är en amerikansk hamburgerkedja som grundades av Dave Thomas den 15 november 1969 i Columbus i Ohio. Företaget verkar på den internationella marknaden. 
År 2008 meddelade företaget att man gick samman med Triarc Companies Inc. och bildade det som idag kallas The Wendy’s Company.
År 2023 Wendy’s hade vid tidpunkten 7,240 restauranger världen över. Vid tidpunkten var 415 restauranger ägda av företaget och resten av restaurangerna, 6,825 st, var franchise- restauranger. Företaget har bestämmelser för hur restaurangernas utsida och meny ska se ut samt vilken kvalitet maten ska hålla. Öppettider, inredning, prissättning, personal-kläder och löner är områden som ägaren fattar beslut kring.
Restaurangkedjan är känd för sina fyrkantiga hamburgare, sina havssaltade pommes frites och sin signifikativa efterrätt Frosty. Frosty är en mjukglass som tillsammans med stärkelse har mixats ihop till en efterrätt. Menyn består främst av hamburgare, kycklingmackor, pommes frites och drycker. Wendy’s saknar en signaturrätt, vilket konkurrenterna Burger King och McDonald’s har i form av Whopper respektive Big mac. Istället för att ha en signaturburgare utmärker Wendy’s burgare sig genom att de har fyrkantiga köttfärsbiffar som hänger ut över brödets kant.

## Historia
Inspirationen till att göra gammeldags hamburgare kom från Dave Thomas tur till Kewpee Hamburgers. Kewpee hade, precis som kedjan Thomas senare kom att starta, fyrkantiga hamburgare och shakes som liknar Frostyn.
På den första Wendy’s-restaurangen satt ett fotografi på den flicka som gett namn åt restaurangen. Flickan hette Melinda Lou Wendy Thomas och var dotter till Dave Thomas som grundade restaurangkedjan. Wendy’s var ledande när det gäller att köpa mat ur sin bil via ett fönster, 1970 introducerade nämligen restaurangen det som vi idag kallar drive-through vilket många andra snabbmatskedjor senare anammade. Den första franchise-restaurangen låg i Indianapolis i Indiana och avtalet skrevs 1972. Samma år började man sända reklam på lokal-Tv i Ohio. 1977 tog man det steget längre och började sända reklam via Tv över hela landet.
Kanada blev det en andra landet Wendy's startade restauranger i år 1975 och den första internationella restaurangen öppnade i Hamilton. München blev det första staden i Europa att få ett Wendy’s 1979. Det öppnades fler Wendy’s i Tyskland under 1980-talet. Anledningen till att restauranger startade på ställen som bland annat Mannheim och Heidelberg var att USA hade kvar militärbaser i Tyskland. När baserna i Tyskland lades ned, skedde detsamma med de amerikanska restaurangerna.